# Max Wertheimer

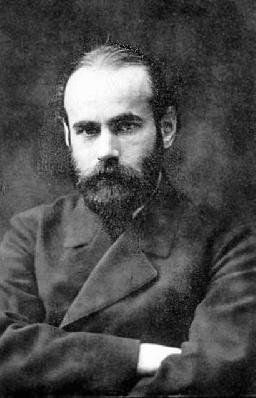
Max Wertheimer

Max Wertheimer (ur. 15 kwietnia 1880 w Pradze, zm. 12 października 1943 w New Rochelle, Nowy Jork) – niemiecki psycholog i filozof, jeden z założycieli psychologii Gestalt. Ponad dwa lata studiował prawo, ale zdecydował się zmienić kierunek studiów na filozofię. Zdobył stopień doktorski na Uniwersytecie w Würzburgu w 1904.
W 1910 pracował na Uniwersytecie Frankfurckim w Instytucie Psychologii. Tam zainteresował się percepcją. Razem z dwoma młodszymi asystentami, Wolfgangiem Köhlerem i Kurtem Koffką, badał postrzeganie, używając zabawkowego stroboskopu. W 1912 opublikował pracę Doświadczalne studia odruchu percepcji i dostał propozycję pracy na stanowisku wykładowcy.
Od 1916 do 1925 przebywał w Berlinie. W 1925 jako profesor wrócił do Frankfurtu.
W 1933 uciekł z Niemiec do Stanów Zjednoczonych, gdzie nauczał w Nowej Szkole Badań Społecznych w Nowym Jorku. Tam napisał książkę Produktywne myślenie.
Wertheimer jest uważany za jednego z ojców założycieli nowoczesnej psychologii.